# Celestino Mukavhi
Celestino Mukavhi  es un escultor de Zimbabue conocido por sus tallas en piedra, nacido el año 27 de septiembre de 1972.

## Datos biográficos
Nativo de la zona de Bikita en la provincia de Masvingo, fue el último nacido en una familia de nueve hijos. Sus padres eran labradores dedicados a la agricultura de subsistencia, con poca educación. En 1975, su madre murió en fuego cruzado durante la guerra civil de Rodesia. Mukhavi creció en las tierras comunales, abandonó la escuela en 1987 para empezar a trabajar como agricultor. En 1989 su padre fue asesinado, y se vio obligado a trasladarse a Harare en busca de mejores trabajos. 
Persona sin hogar por un tiempo, estaba durmiendo cerca de la carretera a Chapungu cuando fue descubierto por Boira Mteki, quien le invitó a estudiar el arte de la talla de piedra. Masvingo fue su alumno y le ayudó durante seis meses. También ha trabajado con Agnes Nyanhong, Arthur Fata, Cosmas Muchenje y Garrison Machinjili . Su trabajo obtuvo el reconocimiento en la exposición de 1992 Zimbabwe Roots (Raíces de Zimbabue) y en 1993 se convirtió en un artista en residencia en el Parque de Esculturas Chapungu.